# WotanJugend
WotanJugend — міжнародний ідеологічний рух і організація, започатковані членами блек-метал гурту M8L8TH, що просуває ультраправі ідеї і філософію традиціоналізму, а також німецько-скандинавську культуру.

## Історія
Рух був заснований у Росії у 2008 році членами музичного гурту M8L8TH. Її назва походить із давньо-німецької міфології від імені бога Вотана. Друга частина назви організації інспірована нацистським рухом молоді часів Третього рейху — Гітлер'югендом («Молодь Гітлера»). На початках організація проводила навчання поводженню з вогнепальною зброєю і читала лекції з «расової теорії», а також просуванням музичної сцени націонал-соціалістичного блек-металу, зокрема самого гурту M8L8TH. Фінансову підтримку організація отримує від продажу футболок, майок, наліпок та компакт-дисків зі своєю символікою.
На думку авторів книги «Войовничий правий екстремізм у путінській Росії: спадщина, форми та загрози», WotanJugend виник у 2000-х роках у середовищі хардкор-неонацистської музичної сцени в Росії, лідери та члени якої «позиціонували себе як елітний неонацистський авангард». Багато членів організації, будучи антикремлівськими і антипутінськими, були прихильниками протестів на майдані Незалежності в Києві, які згодом переросли в Революцію гідності в лютому 2014 року.
Навесні 2014 року, з початком російсько-української війни, деякі члени WotanJugend приїхали в Україну аби воювати у складі українських військових формувань, зокрема батальйону «Азов». Пізніше, у 2015 році двоє лідерів руху, Олексій Льовкін та Іван Міхєєв, остаточно переїхали в Україну, де і залишаються донині.
Рух поширений не тільки у Росії і Україні, а й за їх кордонами. Так, у травні 2014 року чеська поліція заарештувала двох підозрюваних у справі про створення осередку WotanJugend у Празі. Поліція висунула звинувачення п'ятьом іноземцям у цій справі.

## Діяльність
У 2016 році Олексій Льовкін, фронтмен гурту M8L8TH, назвав WotanJugend «міні-університетом для прихильників правої ідеології», а в інтерв'ю в січні 2019 року описав рух як переважно онлайн-організацію, «занадто жорстку для того, щоб її можна було представити в публічній сфері» як активну фізичну організацію.
На вебсайті руху представлені російськомовні переклади і статті, а в автономному режимі організація займається організацією концертів, проводить заняття з «расової теорії», навчають поводженню з вогнепальною зброєю.
Після стрілянині у мечетях Крайстчерча в березня 2019 року, внаслідок якої загинула 51 особа, у дописі після нападів WotanJugend назвали стрільця «мстивим вікінгом, який безумовно заслужив своє місце у Вальгаллі». Організація також просувала російськомовний переклад маніфесту стрільця з Крайстчерча, однак згодом він був видалений після розслідування Bellingcat і після того, як посол України в Новій Зеландії у відповідь на це розслідування та подальші коментарі прем'єр-міністра Нової Зеландії пообіцяв, що Україна переслідуватиме кожного, хто поширюватиме маніфест.
За даними розслідування Bellingcat, WotanJugend натхненний тим, що вчені та дослідники називають езотеричним нацизмом або езотеричним гітлеризмом — різновидом неонацизму, який часто містить у собі химерні містичні, окультні адаптації нацистської ідеології, включно з шануванням Адольфа Гітлера як буквально богоподібної фігури. У травні 2019 року організація провела у Києві приватний захід під назвою «Ніч фюрера», на якому були представлені нацистські прапори і фотографії Адольфа Гітлера на вівтарі в оточенні свічок.